# 월드 어빌리티스포츠 게임
월드 어빌리티스포츠 게임(영어: World Abilitysport Games)은 휠체어를 사용하거나 절단 수술을 받은 선수를 위한 장애인 종합 스포츠 경기 대회다. 월드 어빌리티스포츠가 주최하는 이 대회는 1948년 루트비히 구트만이 설립한 스토크맨더빌 게임(Stoke Mandeville Games)의 후속 대회이며, 특히 국제 스토크맨더빌 게임(International Stoke Mandeville Games, ISMG)은 장애인 선수를 위한 최초의 국제 스포츠 대회로, 1952년 올림픽 연도에 영국과 네덜란드 선수 간에 개최되었으며 궁극적으로 현대 패럴림픽의 전신이 되었다.
1960년, 1964년, 1968년, 1972년 국제 스토크맨더빌 게임은 하계 올림픽과 같은 개최국에서 개최되었으며, 나중에 최초의 4대 패럴림픽 게임으로 인정되었다. 이 행사는 패럴림픽 연도 사이에 매년 국제 스토크맨더빌 게임으로 개최되었다.
패럴림픽이 휠체어가 아닌 다른 장애 분류도 확대된 후에도 휠체어 선수를 위한 ISMG는 패럴림픽이 없는 모든 해에 매년 스토크맨더빌에서, 그리고 나중에는 다른 나라에서 계속 개최되었다.
1997년부터 2003년까지 월드 휠체어 게임(World Wheelchair Games)이라는 명칭을 사용했다.
2024년에 IWAS는 뇌성마비 국제 스포츠 및 레크리에이션 협회 (CPISRA)와 합병하여 월드 어빌리티스포츠를 결성했으며, 2009년부터 2022년까지 사용한 IWAS 월드 게임(IWAS World Games)이라는 명칭도 이에 따라 다시 현재의 명칭으로 변경되었다.